# A Huey P. Newton Story
A Huey P. Newton Story es una película estadounidense de 2001 dirigida por Spike Lee y protagonizada por Roger Guenveur Smith. El filme presenta el monólogo del mismo nombre en el Teatro Público del Festival de Shakespeare de Nueva York, en el que Guenveur Smith da vida al activista Huey Newton, cofundador y líder inspirador de los Panteras Negras asesinado en 1989.

## Reparto
- Roger Guenveur Smith como Huey Newton

## Recepción
En el sitio web especializado en reseñas Rotten Tomatoes, la película tiene un índice máximo de aprobación del 100%. Para Anita Gates del New York Times, «la producción no resuelve las paradojas de la vida de Newton, pero da al espectador una idea de lo que podría haber sido estar dentro de su cabeza». Escribiendo para el Chicago Tribune, Allan Johnson elogió la labor del actor, asegurando que «al dar vida a Newton, Smith abre la puerta a una mayor exploración de esta colorida y perspicaz figura». Para Mark Sachs de Los Angeles Times, «la ira y la frustración ante la injusticia racial que alimentan las lágrimas y las diatribas de Newton están enmarcadas maravillosamente por el director Lee».